# Бихівський замок
Бихівський замок (біл. Быхаўскі замак) — оборонна споруда XVII століття в Бихові (Білорусь). Стояв на високому правому березі Дніпра, на місці колишнього поселення XIV—XV століть. Був частиною системи укріплень міста.

## Планування та архітектура

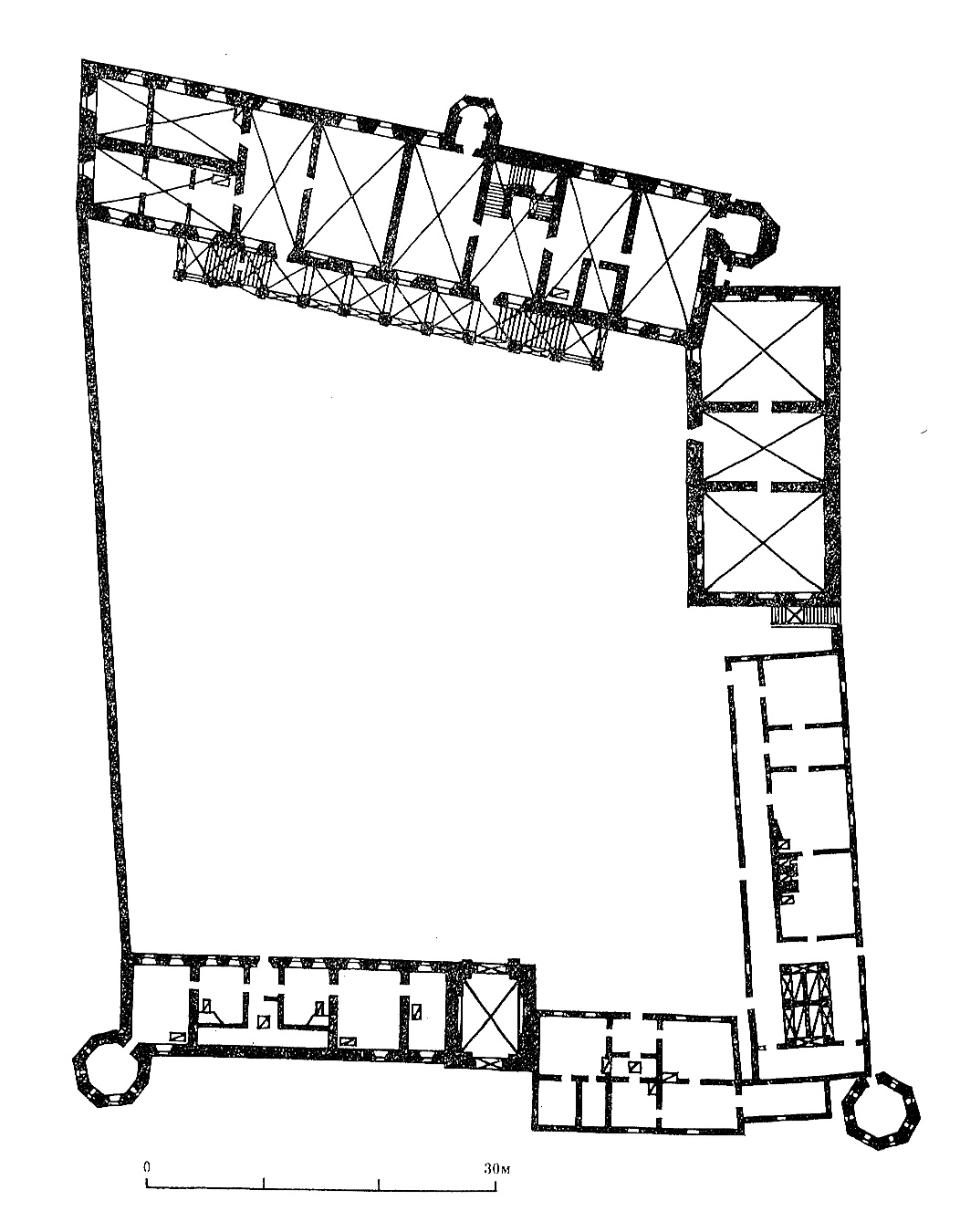
План замку

Замковий комплекс складався з кількох цегляних будівель, які утворювали неправильний чотирикутник розмірами 75×70 м.

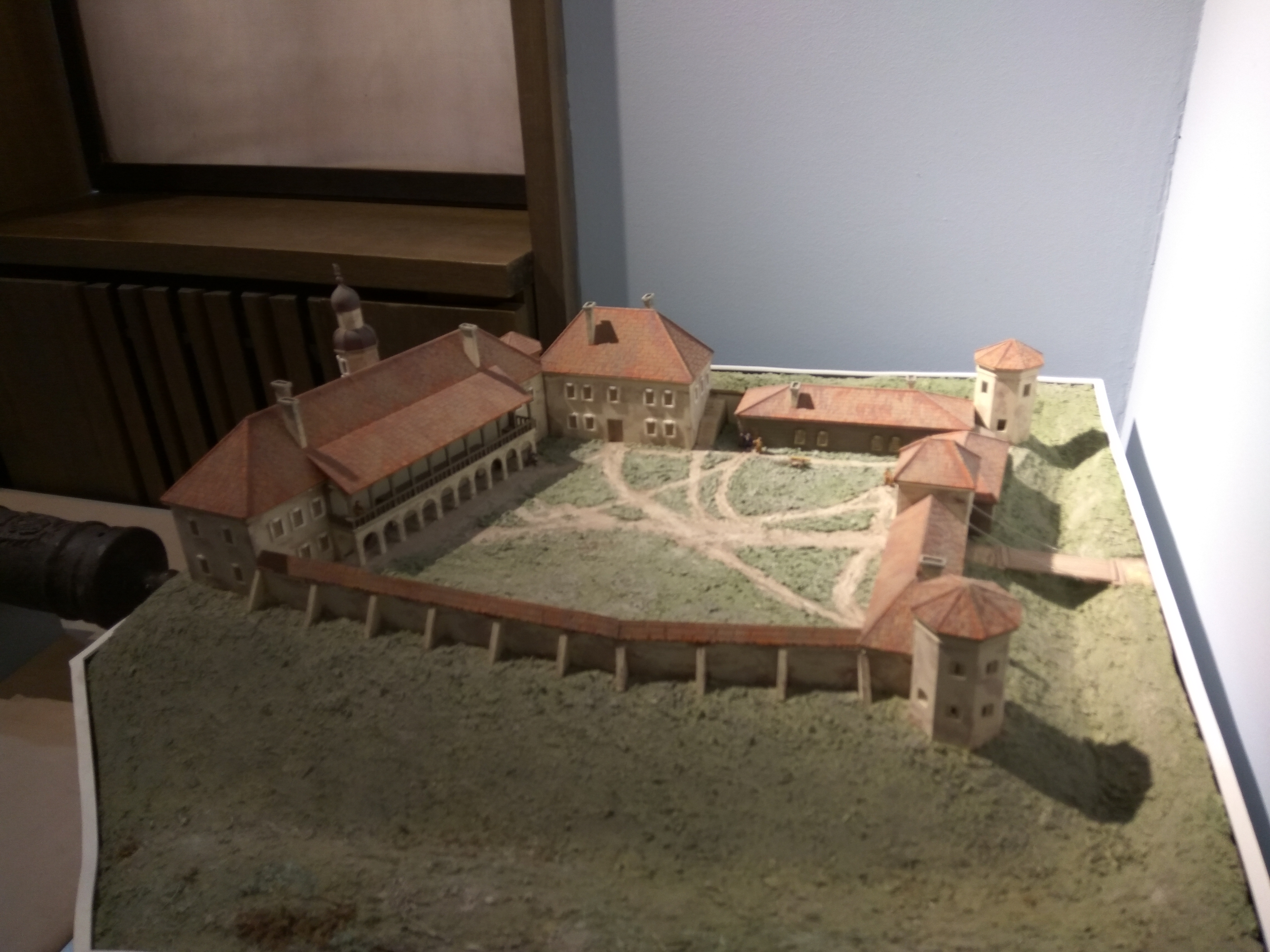
Макет Бихівського замку в Могильовський обласний краєзнавчий музей імені Є. Р. Романова

На півночі внутрішній дворик був обнесений цегляною стіною з виходом до міської стіни. Західна сторона замкового комплексу, звернена до торгових площ, забудована будівлями казарм, що мали посередині в'їзні ворота з підйомним мостом, а по кутах восьмигранні оборонні вежі.
На південь від вежі тягнулася цегляна стіна, згодом замінена дерев'яними будівлями. За ними стояла цегляна двоповерхова службова будівля, що прилягала до палацу. Витягнута будівля палацу з головним поздовжнім фасадом, орієнтована на схід, до Дніпра, була накрита високим двосхилим черепичним дахом, майже рівним за висотою двом поверхам. До середини східного та південного фасадів палацу примикають гранчасті вежі, які раніше були п'ятиярусними і закінчувались двоярусними куполами — «лазнями» (вплив голландської архітектури Відродження). Фасад палацу, що виходить на внутрішній дворик, прикрашала двоповерхова аркова галерея зі входами до внутрішніх приміщень. Аркада першого поверху була кам'яною з хрестовими склепіннями, на другому поверсі галерея була дерев'яною. Під будівлею містяться великі склепінчасті льохи.

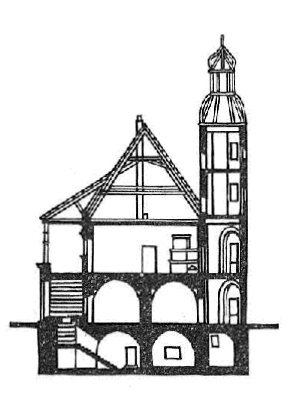
Розріз замку

Перший поверх (також з потужними хрестовими склепіннями) займали службові приміщення, майстерні тощо. Другий поверх, який призначався для проживання господарів, був розділений на дві половини — жіночу та чоловічу. В кінці була зала прийомів, у вежах — каплиця, бібліотека та кабінет господаря. Поперечні цегляні стіни ритмічно поділяють будівлю на приблизно однакові кімнати і мають анфіладне з'єднання. Інші муровані будівлі палацово-замкового комплексу мали однакові поперечні несні стіни, склепінчасті стелі та анфіладне з'єднання приміщень. На сьогоднішній день втрачено багато елементів декору будівель, добудова веж, оригінальне внутрішнє планування.
Окрім житлової резиденції, міські брами (інформація про їх архітектуру не збереглася) та цегляна будівля синагоги, яка знаходилась біля Могильовських воріт, також мали оборонні пристосування.

## Історія

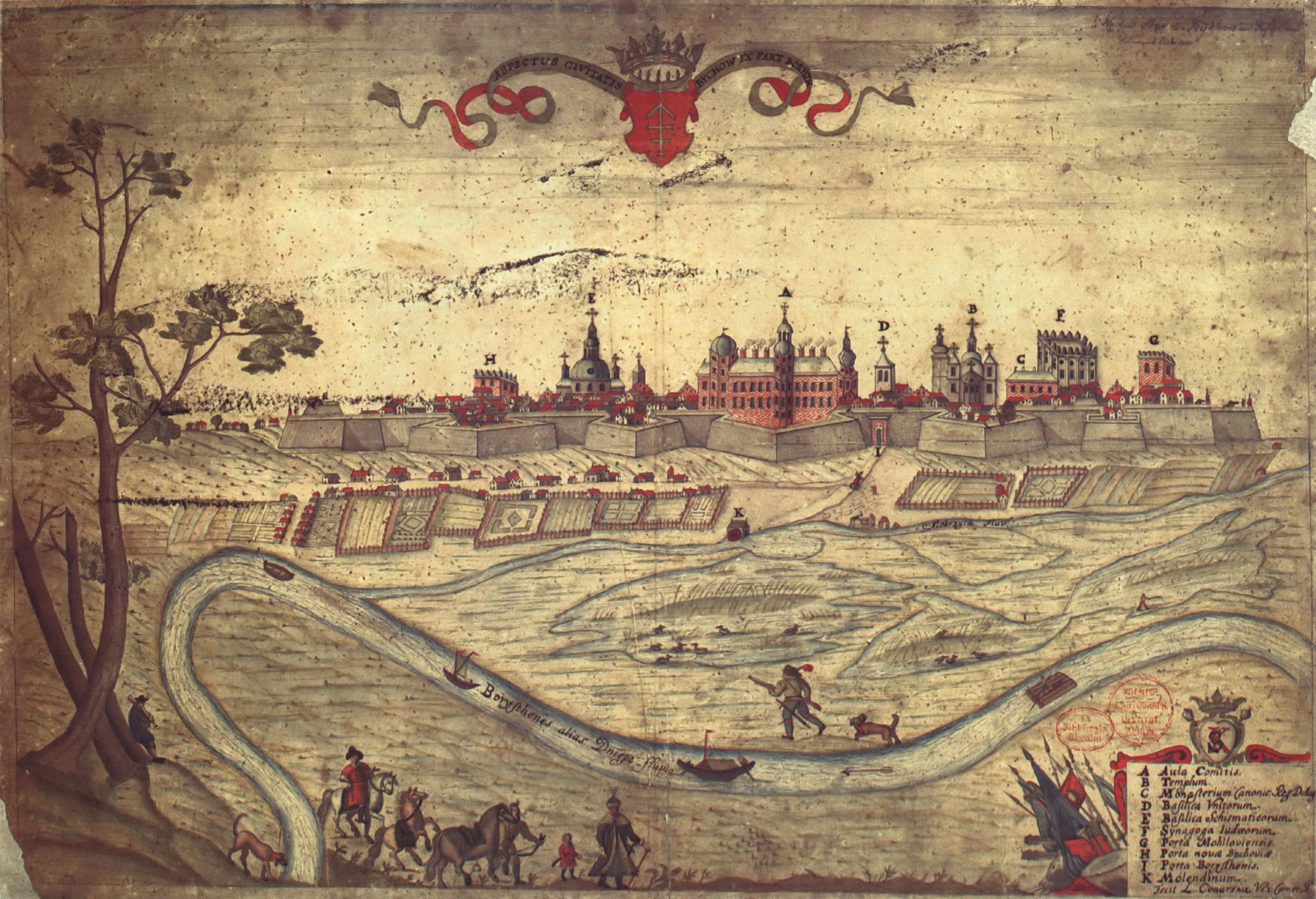
Місто та замок, XVII ст.

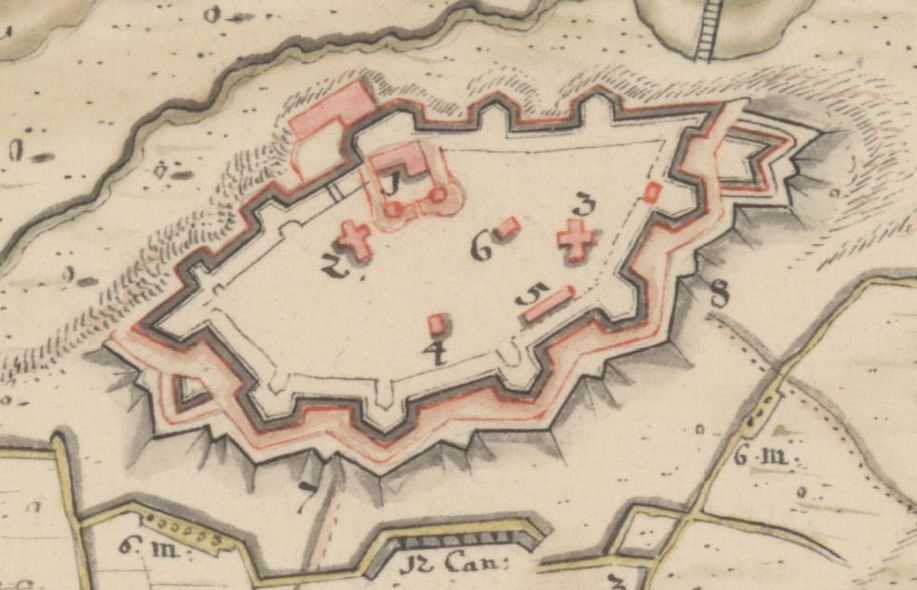
План замку, 1707 рік

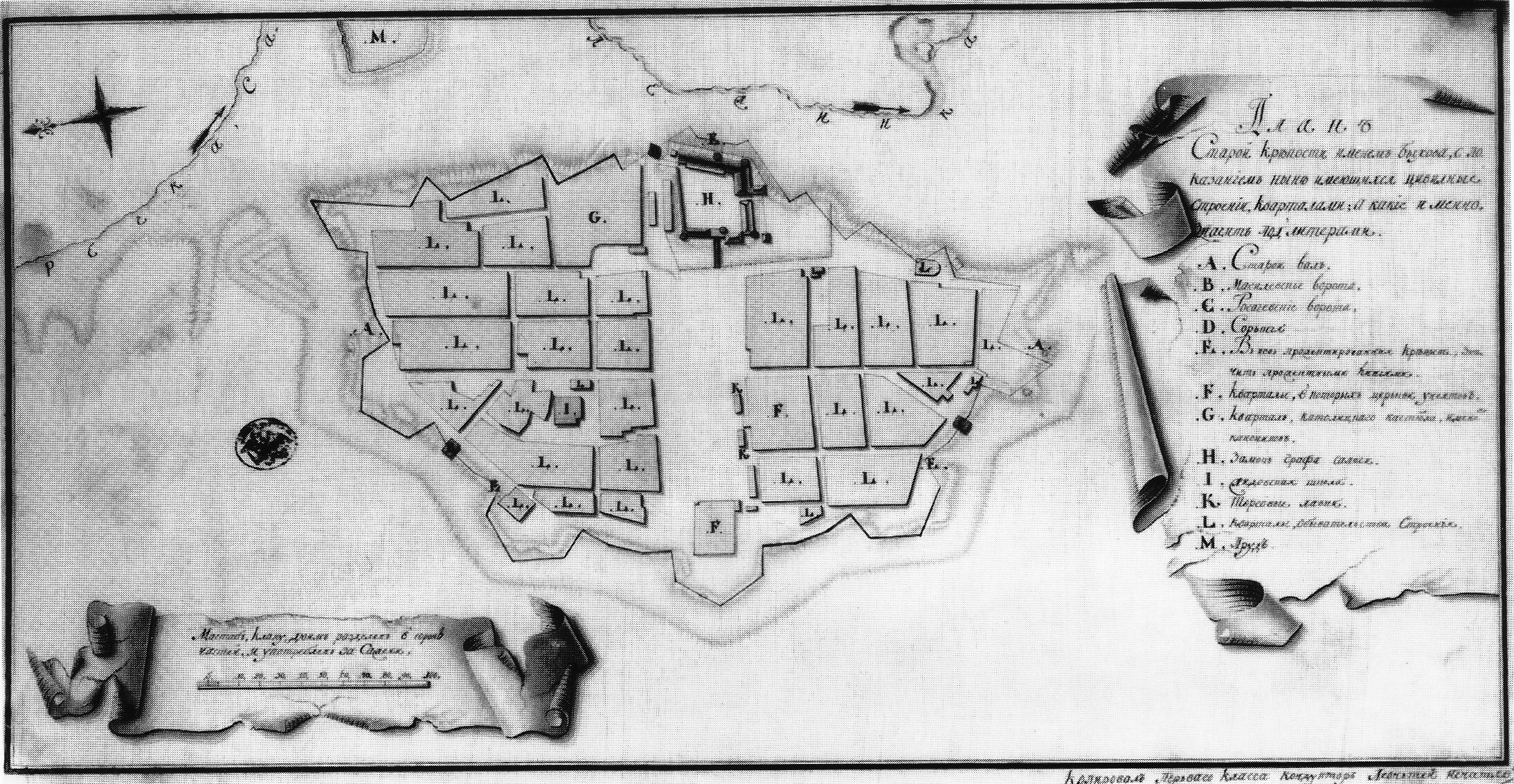
План міста та замку, 1778—1780

До 1590 року замок мав дерев'яні стіни у вигляді городень, вежу та в'їзні ворота. 1590 року замок витримав напад «низових козаків» данського гетьмана Матюші Федоровича. Тоді ж власник міста, гетьман Великого князівства Литовського Ян-Кароль Ходкевич, отримав грамоту короля за будівництво нового замку. Його будівництво було завершено 1619 року. За Л. Сапіги, до якого Бихов перейшов 1621 року, було зведено бастіонне укріплення.

### Новий замок
Новий бихівський замок займав ділянку берега у вигляді неправильного прямокутника розміром 77×100 м, з півдня, заходу та півночі він був укріплений глибокими та широкими (до 22-27 м) ровами, а по краях ділянки — земляним валом з бастіонами. По периметру внутрішнього дворика розміщались житлові та господарські будівлі, зокрема комплекс мурованого палацово-замкового ансамблю. «Доступний» західний бік оборони замку зі в'їзною брамою був додатково укріплений восьмикутними двоярусними цегляними вежами, які мали 7-8 бійниць та фланкували підступи до воріт. Брама також була кам'яною, двоярусною зі склепінчастою стелею, з куполом — «галкою» та вітряком з гербом Сапіг. Двостулкові дверні полотна були додатково зміцнені ґратами та спеціальною системою залізних замків. До воріт вів дерев'яний міст, посередині якого були додаткові «дерев'яні ґрати столярної роботи».

#### Людвісарнія
Потребуючи захисту в XVI—XVIII століттях працювала людвисарня, де висококваліфіковані майстри виготовляли гармати, ядра, кулі та гранати. Зброя та металеві обладунки, виготовлені зброярами замку Бихова, мали великий попит у Білорусі та за кордоном.

### Облоги

#### Війна Росії з Річчю Посполитою
Замок пережив багато облог і штурмів. 1648 року загін українських козаків на чолі з Ф. Гаркушею не зміг його взяти. На початку війни між Московією та Річчю Посполитою в 1654-67 роках Бихов пережив 11-місячну облогу українських козаків на чолі з І. Н. Золотаренком та 11 полків московського війська воєводи О. М. Трубецького. Але на початку 1657 року після 18-місячної облоги московські війська разом з українськими козаками захопили Бихов. У другій половині 1658 р. Іван Нечай став на бік короля Речі Посполитої. Каральна армія московських воєвод Змеєва та Лобанова-Ростовського 14 травня1659 року підійшла до міста і розпочала облогу, яка тривала до 4 грудня і закінчилася нічним штурмом Бихова. Кати, які захопили замок, були обложені 1660 року, а в грудні 1661 здалися семитисячній армії Речі Посполитої на чолі з гетьманом Чернецьким.

#### Північна війна
Під час Північної війни 1700-21 років Власник Бихова Казимир Ян Сапега підтримував шведського короля Карла XII, а в період двовладдя — Станіслава Лещинського, бихівський гарнізон нападав на війська Петра I та короля Августа II. Незабаром замок оточили, і генерал артилерії ВКЛ Кшиштофу Синицькому домігся його здачі. Незабаром Синицький також став на бік Швеції. Петро терміново відправив до замку кілька російських полків. Після облоги та бомбардування гарнізон бихівського замку здався.

### Наш час

#### Реставрація

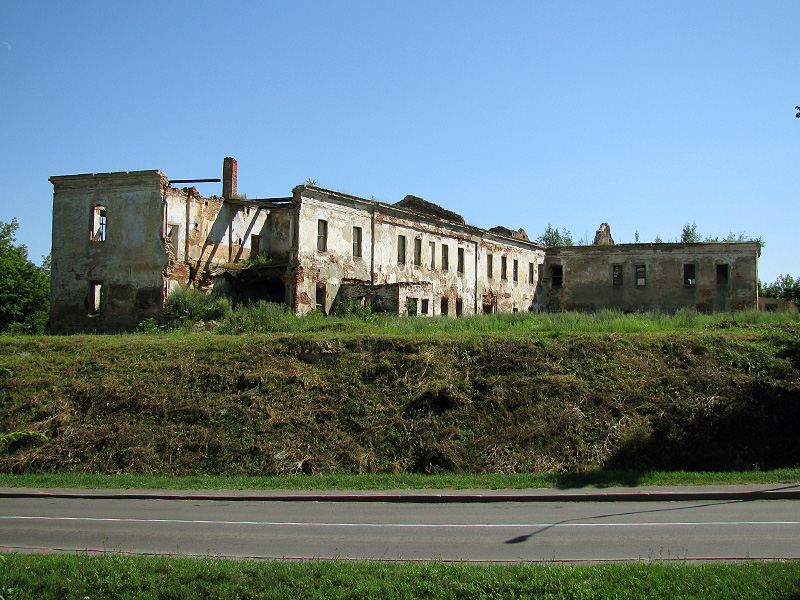
Стан 2012 року

На даний момент[коли?] оголошено про початок реставрації замку. Приблизні оцінки відновлення замку оцінюються у Br100 млрд. (близько 12 млн. доларів США). До 1 вересня 2013 року, коли в Бихові мав відбутися День білоруської писемності, планувалася часткова реставрація замку. 2013 року на відновлення веж, благоустрій та консервацію замку держава витратила близько Br 7 млрд. Фінансування надійшло з республіканського (900 млн.), обласного (5 млрд.) та місцевого (1 млрд.) бюджетів.
Також було відкрито благодійний рахунок для пожертв громадян. На початок березня 2013 року було зібрано Br 60 млн.
В замку тривають[уточнити] археологічні розкопки під керівництвом Ігора Марзалюка.
Імовірно, у відреставрованому замку розташується експозиція місцевого краєзнавчого музею, районна бібліотека та виставкові зали, а також у дворі міста-фортеці працюватиме концертний майданчик під відкритим небом.
Згідно з рішенням Ради міністрів від 3 червня 2016 року № 437 бихівський замок включено до числа 27 об'єктів, утримання яких (в частині капітальних видатків) може фінансуватися з державного бюджету.